# Dwayne Roloson
Albert Dwayne Roloson (* 12. Oktober 1969 in Simcoe, Ontario) ist ein ehemaliger kanadischer Eishockeytorwart, der zuletzt für die Tampa Bay Lightning in der National Hockey League spielte.

## Karriere

### Calgary Flames (1996–1998)
Dwayne Roloson begann seine Karriere in unterklassigen Ligen von Kanada und den USA und stieg erst sehr spät in die höheren Spielklassen auf. Im Gegensatz zu den meisten NHL-Profis wurde er nicht gedraftet, sondern unterschrieb seinen ersten Vertrag 1994 bei den Calgary Flames als sogenannter Free Agent. Die ersten zwei Jahre verbrachte er beim Farmteam von Calgary, den Saint John Flames, in der American Hockey League um Erfahrung zu sammeln. Während seines ersten Jahres wurde er für das Team Canada zur Eishockey-Weltmeisterschaft 1995 mitgenommen, das am Ende Platz 3 belegte, allerdings kam Dwayne Roloson keine einzige Minute aufs Eis. In der Saison 1996/97 kam er zum ersten Mal in der NHL zum Einsatz und brachte es insgesamt schon auf 31 Spiele als Nummer 2 hinter Trevor Kidd. In der folgenden Saison teilte er sich den Posten als Nummer 1 der Calgary Flames mit Rick Tabaracci und spielte 39 Mal.

### Buffalo Sabres, St. Louis Blues und Minnesota Wild (1998–2006)

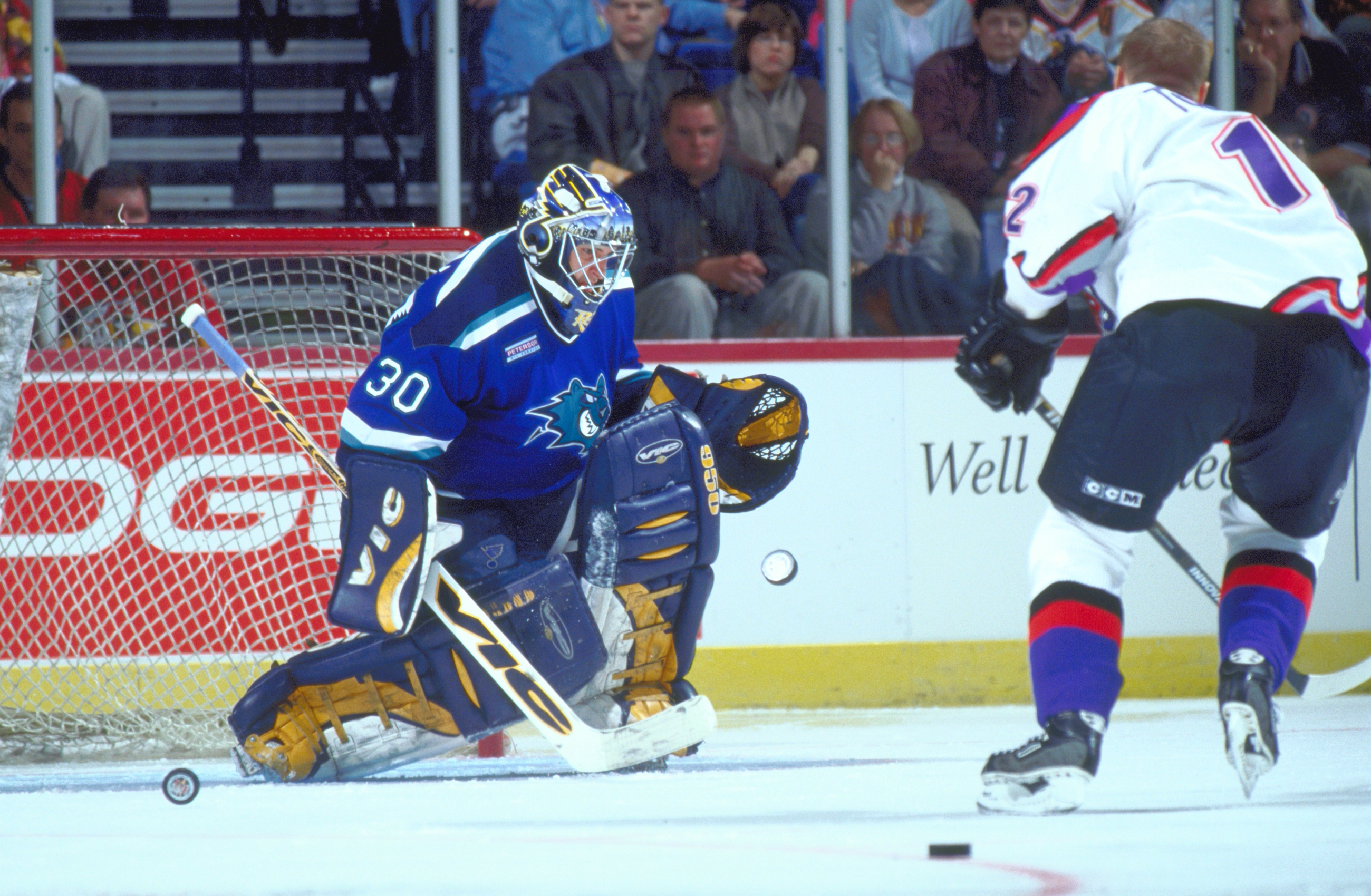
Rolosn im Trikot der Worcester IceCats (2001)

Nachdem sein Vertrag am Ende der Saison ausgelaufen war, unterschrieb er bei den Buffalo Sabres, wo er mit Dominik Hašek den besten Torhüter des Jahrzehnts als Konkurrent hatte, gegen den er sich nicht durchsetzen konnte. Während er in der Saison 1998/99 noch die Nummer 2 war, wurde er in der darauf folgenden Saison von Martin Biron sogar auf die Position des dritten Torhüters verdrängt. Bei der großen Konkurrenz gab es keine Perspektive für Dwayne Roloson in Buffalo und so verließ er nach seinem zweiten Jahr das Team und unterschrieb einen Ein-Jahres-Vertrag bei den St. Louis Blues. Er kam während der gesamten Saison 2000/01 in der NHL nicht zum Einsatz, sondern spielte stattdessen beim Farmteam Worcester IceCats in der AHL, wo er sich mit guten Leistungen hervortat und mit dem Aldege „Baz“ Bastien Memorial Award als bester Torhüter der Liga ausgezeichnet wurde.
Daraufhin erhielt er im Sommer 2001 einen Vertrag bei der NHL-Organisation der Minnesota Wild, wo er sich im ersten Jahr noch mit Manny Fernandez zwischen den Pfosten abwechselte, ehe er in den folgenden zwei Spielzeiten durch hervorragende Leistungen der alleinige Stammtorhüter war. So wurde er in das NHL All-Star Game 2004 gewählt und bekam nach der Saison 2003/04 den Roger Crozier Saving Grace Award als Torhüter mit der besten Fangquote verliehen. Während die NHL-Saison 2004/05 wegen des Lockouts ausfiel, spielte er bei Lukko Rauma in der finnischen SM-liiga. Nach der Rückkehr von Dwayne Roloson zu Beginn der Saison 2005/06 wurde er von Fernandez als Nummer 1 bei Minnesota verdrängt.

### Edmonton Oilers (2006–2009)

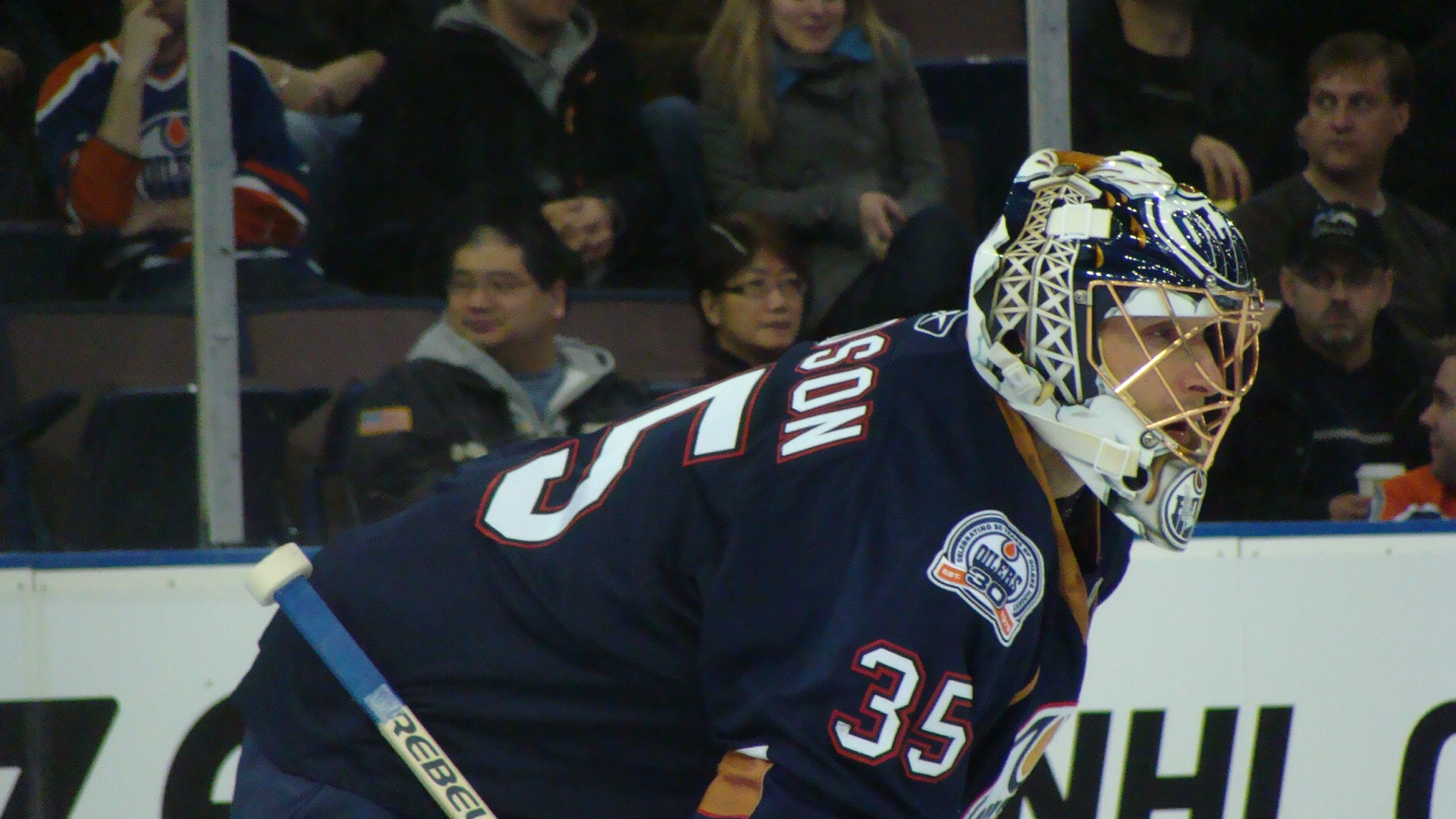
Roloson als Torhüter der Oilers, 2009

Gegen Ende der regulären Saison im März 2006 transferierten ihn die Wild innerhalb der Liga zu den Edmonton Oilers. Dort setzte er sich sofort als Stammtorhüter durch und hatte mit seinen Leistungen erheblichen Anteil am Einzug seiner Mannschaft in die Stanley-Cup-Finalserie. Im ersten Finalspiel gegen die Carolina Hurricanes verletzte sich der Kanadier fünf Minuten vor Ende beim Stand von 4:4 und musste ausgewechselt werden. Rolosons Verletzung war so ernst, dass er nicht mehr in der Finalserie zum Einsatz kommen konnte. Edmonton verlor am Ende nach sieben Spielen, sodass die Hurricanes erstmals in ihrer Geschichte den begehrten Stanley Cup gewannen. Sein auslaufender Vertrag wurde im Anschluss an die Spielzeit um drei Jahre bei einem kolportierten Gesamtgehalt von insgesamt elf Millionen US-Dollar verlängert.
Die Saison 2006/07 verlief anfangs positiv für Roloson und die Oilers, doch Ende Dezember begann die Talfahrt für das Team. Der Höhepunkt der Krise war erreicht, als sie ab dem 25. Februar 2007 innerhalb von fünf Wochen nur einen Sieg in 17 Spielen holen konnten und schließlich weit abgeschlagen die Playoffs verpassten, wobei Roloson zu den wenigen positiven Erscheinungen der Mannschaft gehörte. Nach dem frühzeitigen Saisonende nahm der Linksfänger mit der kanadischen Nationalmannschaft an der Eishockey-Weltmeisterschaft 2017 teil und gewann den Weltmeistertitel. Zu Beginn der Saison 2007/08 wurde er von Mathieu Garon verdrängt, profitierte aber von dessen Verletzung gegen Ende der Spielzeit, in welcher die Oilers erneut die Playoffs verpassten. Während der Saison 2008/09 konnte sich Roloson gegen Garon, welcher wenig später zu den Pittsburgh Penguins transferiert wurde, und den jungen Nachwuchstorwart Jeff Drouin-Deslauriers durchsetzen.

### New York Islanders und Tampa Bay Lightning (2009–2012)

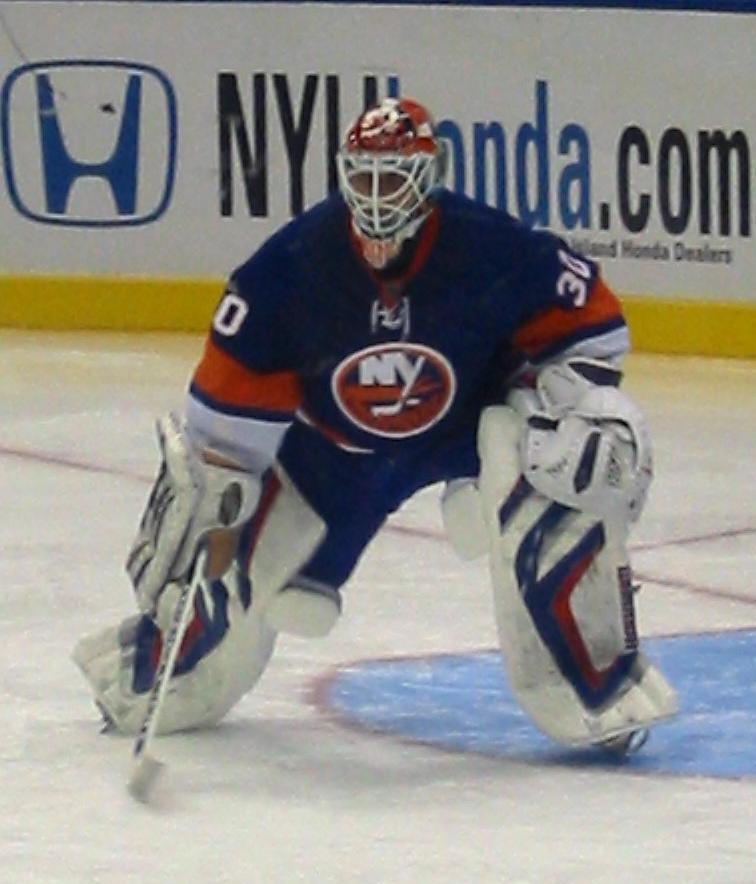
Roloson im Dress der New York Islanders

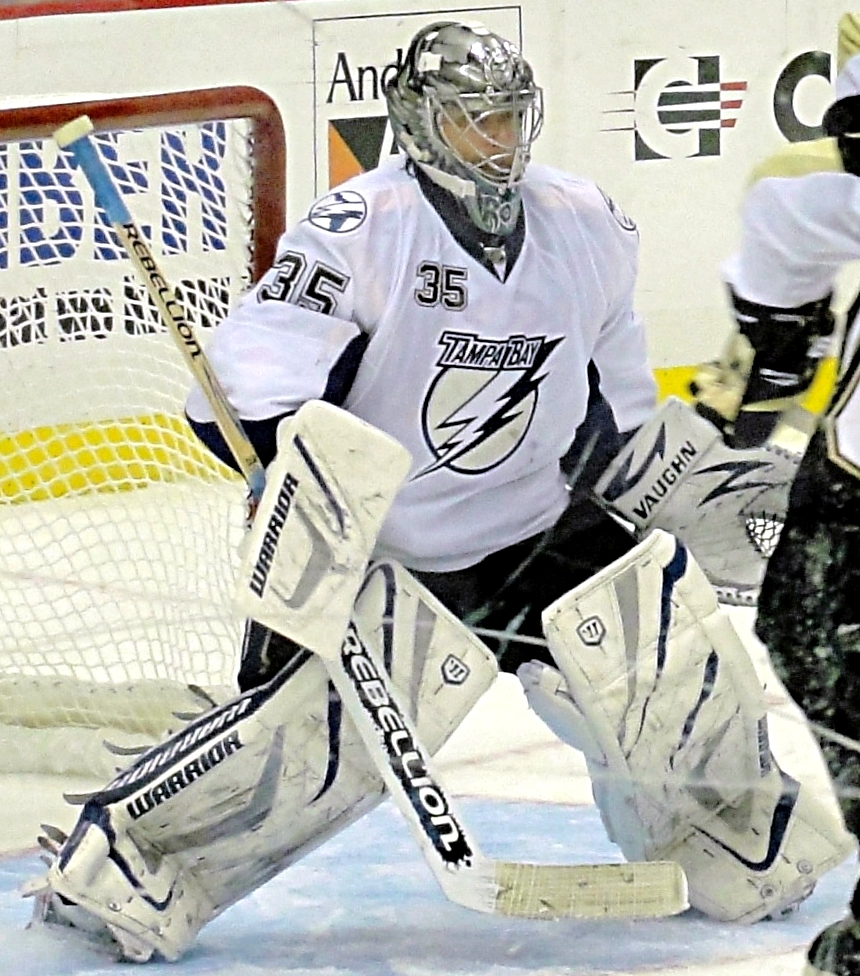
Roloson im Trikot der Tampa Bay Lightning, 2011

Im Sommer 2009 wurde Roloson als Unrestricted Free Agent für zwei Spielzeiten von den New York Islanders verpflichtet, wo er den verletzten Rick DiPietro als Nummer 1 im Tor ersetzen sollte. Am 1. Januar 2011 transferierten ihn die New York Islanders wiederum im Tausch gegen Ty Wishart zu den Tampa Bay Lightning. Bei Tampa löste Roloson auf Anhieb das Torwartproblem und bestritt in seinen ersten elf Partien für die Lightning sogar vier Spiele ohne Gegentor. Im April 2011 verzeichnete er im entscheidenden siebten Spiel der ersten Play-off-Runde gegen Pittbsburgh einen weiteren Shutout, was ihn mit damals 41 Jahren zum ältesten Torwart machte, dem dies gelang. Im weiteren Verlauf der post season scheiterte er mit seiner Mannschaft im Eastern-Conference-Finale gegen die Boston Bruins. In der Sommerpause wurde sein Kontrakt um ein weiteres Jahr verlängert und Roloson ging anschließend als Stammtorhüter in die Saison 2011/12, wo er jedoch nicht an die Leistungen aus dem Vorjahr anknüpfen konnte. Bei 40 absolvierten Spielen hatte er einen Gegentorschnitt von 3,66 Treffern pro Spiel und eine Fangquote von 88,6 %. Nachdem die Lightning die Play-offs verpassten, beendete Roloson seine aktive Karriere.

### Karriereende (seit 2012)
Nach der Bekanntgabe seines Karriereendes kehrte er in die Organisation der Anaheim Ducks zurück und war zunächst als Torwarttrainer bei deren Farmteam Norfolk Admirals in der AHL tätig. Im Sommer 2013 stieg er in die gleiche Position bei den Ducks auf und trat dort die Nachfolge von Pete Peeters an. Nachdem sich Stammtorhüter John Gibson im November 2014 kurzfristig verletzte, sprang Roloson noch einmal als Ersatztorhüter für die Ducks im Spiel gegen die Colorado Avalanche ein, blieb dabei jedoch ohne Einsatz.

## Erfolge und Auszeichnungen
| - 1994 Hockey East First All-Star Team - 1994 Hockey East Spieler des Jahres - 1994 NCAA East First All-American Team - 1995 Teilnahme am AHL All-Star Classic - 1996 Teilnahme am AHL All-Star Classic | - 2001 Teilnahme am AHL All-Star Classic - 2001 Aldege „Baz“ Bastien Memorial Award - 2001 AHL First All-Star Team - 2004 Teilnahme am NHL All-Star Game - 2004 Roger Crozier Saving Grace Award |

### International
- 1995 Bronzemedaille bei der Weltmeisterschaft
- 2007 Goldmedaille bei der Weltmeisterschaft
- 2009 Silbermedaille bei der Weltmeisterschaft

## Karrierestatistik
(Legende zur Torhüterstatistik: GP oder Sp = Spiele insgesamt; W oder S = Siege; L oder N = Niederlagen; T oder U oder OT = Unentschieden oder Overtime- bzw. Shootout-Niederlage; Min. = Minuten; SOG oder SaT = Schüsse aufs Tor; GA oder GT = Gegentore; SO = Shutouts; GAA oder GTS = Gegentorschnitt; Sv% oder SVS% = Fangquote; EN = Empty Net Goal; 1 Play-downs/Relegation; Kursiv: Statistik nicht vollständig)